# Earth X
Earth X est le titre d’une série limitée de comics et le nom de l’univers de fiction dans lequel elle se déroule, créés en 1997 par Jim Krueger, Alex Ross et John Paul Leon pour l'éditeur Marvel Comics. La série est une dystopie du futur qui se produit dans un univers parallèle, aussi appelé Earth-9997 (Terre-9997), par opposition à la Terre-616, l’univers principal où évoluent les personnages de Marvel Comics.
La série a donné lieu à deux spin-off : Universe X et Paradise X.

## Historique
En 1996, Mark Waid et Alex Ross avaient créé la série limitée Kingdom Come pour DC Comics ; un an après Ross reprenait le même concept avec Earth X pour Marvel Comics.
À l’origine, l’univers de Earth X était présenté comme étant l’avenir de la Terre-616. Cependant, l’intégration à la continuité Marvel a été modifiée rétroactivement pour rendre les origines et les caractéristiques des personnages compatibles avec celles de l’univers Marvel actuel.

## Personnages apparaissant dans la série
| - Machine Man remplace Uatu le Gardien qui est devenu aveugle - Captain America, âgé de 100 ans - Les Quatre Fantastiques n'existent plus. Red Richards porte l'armure du Docteur Fatalis et habite son château ; la Femme Invisible, la Torche Humaine et Fatalis sont morts - La Chose est marié avec Alicia Masters, ils ont deux enfants : Buzz Grimm et Chuck Grimm - Namor - Franklin Richards, qui a les pouvoirs de Galactus - La Panthère Noire en Panther-Man - le Professeur Xavier - Scott Summers, qui est le chef des X-Men - Iceberg - Archangel - Beast - Jean Grey, mariée à Wolverine | - Luke Cage - Hulk, qui s'est séparé de Bruce Banner... - Peter Parker, qui a révélé son secret au monde entier, donc à J. Jonah Jameson - Venom - le Docteur Strange, qui est mort, mais son corps astral vit... - Loki Laufeyson, qui a de nouveaux pouvoirs - Thor, devenu une déesse - Mar-Vell, qui est ressuscité en adolescent - Kyle Richmond (alias Nighthawk) - le Cube cosmique - Redwing - les Célestes - Shirō Yoshida (alias Feu du soleil) - Daredevil, qui est mort. |

### Premières apparitions
- Iron Maiden (Terre-9997)
- Texas Jack (Marshall Muldoon)
- 2ZP45-9-X-51 (Machine Man)

## Publication

### Version originale
Mini-séries et one shots publiés par Marvel :
- Earth X #0-12 et ½ (scénario de Jim Krueger et Alex Ross, dessin de John Paul Leon, 1999-2000)
- Earth X Preview
- Earth X Sketchbook (esquisses d’Alex Ross, 1999)
- Earth X: X (dessin de John Paul Leon, 2000)

- Universe X #0-12 (scénario de Jim Krueger et Alex Ross, dessin de Doug Braithwaite, 2000-2001)
- Universe X: 4 (dessin de Brent Anderson, 2000)
- Universe X: Spidey (dessin de John Romita Sr, Jackson Guice et John Stanisci, 2001)
- Universe X: Cap (dessin de Tom Yeates, 2001)
- Universe X: Beasts (dessin de Ron Randall et Tom Yeates, 2001)
- Universe X: Omnibus (dessin d’Alex Ross et Doug Braithwaite, 2001)
- Universe X: Iron Men (dessin de Brent Anderson, 2001)
- Universe X: X (2001)

- Paradise X Prelude: Heralds #1-3 (scénario de Jim Krueger et Alex Ross, dessin de Steve Pugh, 2001-2002)
- Paradise X #0-12 (scénario de Jim Krueger et Alex Ross, dessin de Doug Braithwaite, 2002-2003)
- Paradise X: Xen (dessin de Steve Yeowell, 2002)
- Paradise X: Devils (dessin de Steve Sadowski, 2002)
- Paradise X: A (dessin de Doug Braithwaite, 2003)
- Paradise X: X (dessin de Doug Braithwaite, 2003)
- Paradise X: Ragnarok #1-2 (scénario de Jim Krueger et Alex Ross, dessin de Tom Yeates, 2003)

### Version française
Albums édités par Marvel France dans la collection « 100 % Marvel » :
- Earth X
  1. Un monde en sursis (2000)
  2. Démons et merveilles (2000)
  3. La Fin d’un monde (2000)
  4. La Force du destin (2001)
- Universe X
  1. Le Poids du passé (2001)
  2. Danse avec la mort (2001)
  3. Grandeur et décadence (2001)
  4. Le Secret des pyramides (2002)
  5. La Vie après la mort (2002)
  6. Demain, l’apocalypse (2002)
- Paradise X
  1. Hérauts (2002)
  2. Le Prix de la liberté (2003)
  3. Asgard au paradis (2003)
  4. Condamnés à vivre (2006)
  5. Paradis perdu (2007)
  6. La Dernière Chance (2008)